# Elis Werner

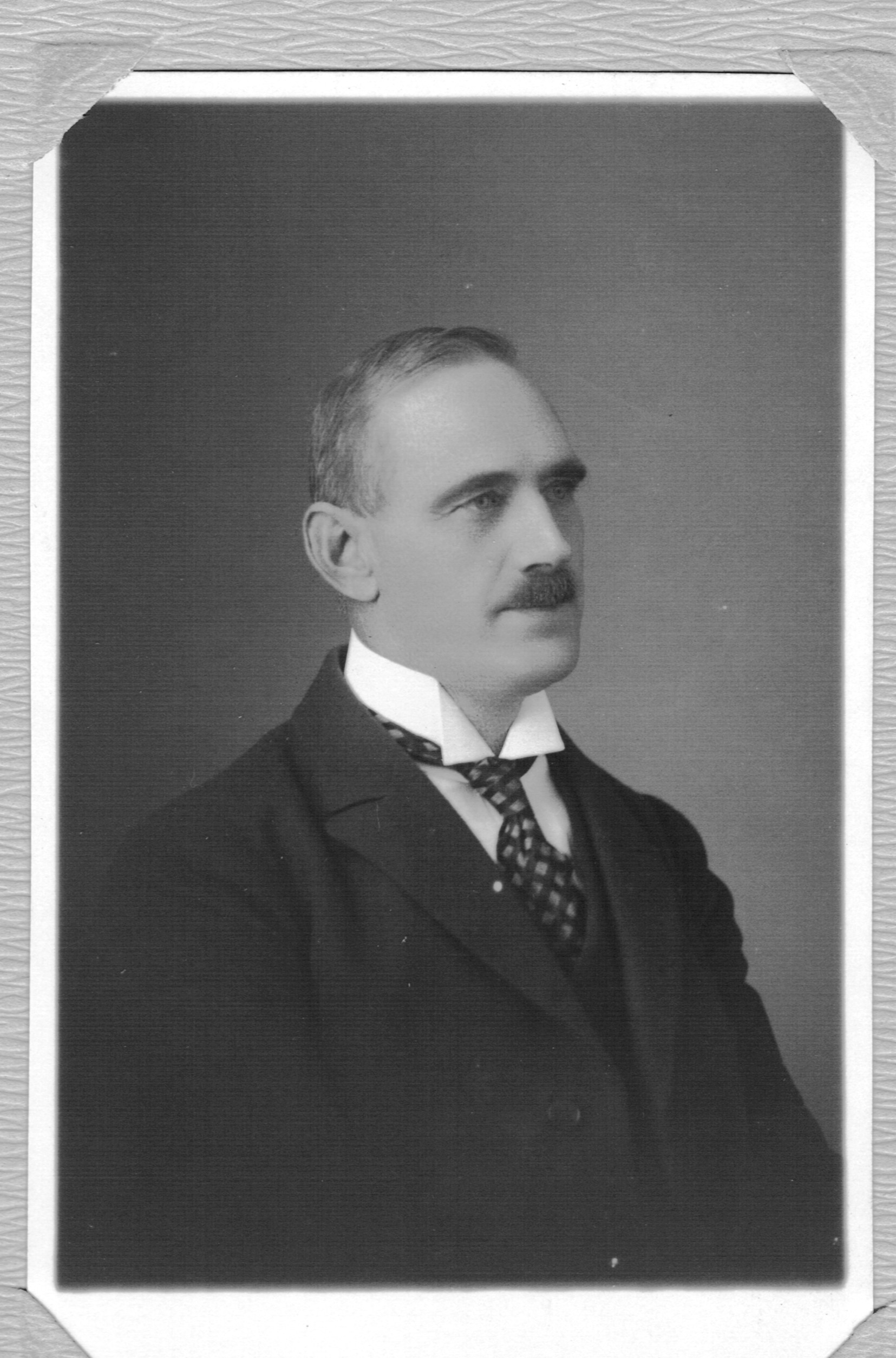
Elis Werner, 1927.

Elis Werner, född 5 juni 1877 i Örebro, död 8 mars 1947 i Säter, var en svensk arkitekt och målare.

## Biografi
Elis Werner var son till handlanden Olof Peterson (1835–1903) och Anna Maria Nilsdotter (1837–1920) och gift 1913 med Edith Victoria Holm (1888–1959) från Örebro. Werner flyttade 1892 till sin syster Elisabeth i Brooklyn där han avslutade sin skolgång. Han arbetade som ritare hos sin svåger Magnus Dahlander fram till dennes återflytt till Sverige 1899. Han blev amerikansk medborgare i mars 1899. Han var sedan anställd hos Warren and Wetmore Architects i New York 1899–1902 och studerade arkitektur i Frankrike vid École des Beaux-Arts i Paris 1902–1907. Efter avlagd arkitektexamen 1907 återvände han till Sverige. 
Mellan 1908 och 1914 var han verksam i Örebro och bidrog till flera nybyggnationer i centrala och västra Örebro. 1912 fick han tillsammans med Albert Jonsson uppdraget att rita Centralpalatset, Örebro. 1914–1920 arbetade han på Isak Gustaf Clasons arkitektkontor i Stockholm där han bland annat arbetade med Timmermansordens hus i Stockholm och nya rådhuset i Södertälje. Från 1924 bedrev han egen verksamhet i Säter där han ritade församlingshemmet. Han har ritat ett flertal kyrkor i Dalarna och medverkat vid restaureringen av rådhusen i Säter och Hedemora. Tillsammans med Magnus Dahlander ritade han kommunhuset i Grangärde.
Vid sidan av sitt arbete var han verksam som konstnär och deltog i Dalarnas konstförenings utställningar i Falun. Hans konst består av landskapsskildringar utförda i akvarell. 
Elis och Edith Werner är begravda på Säters kyrkogård.

## Galleri

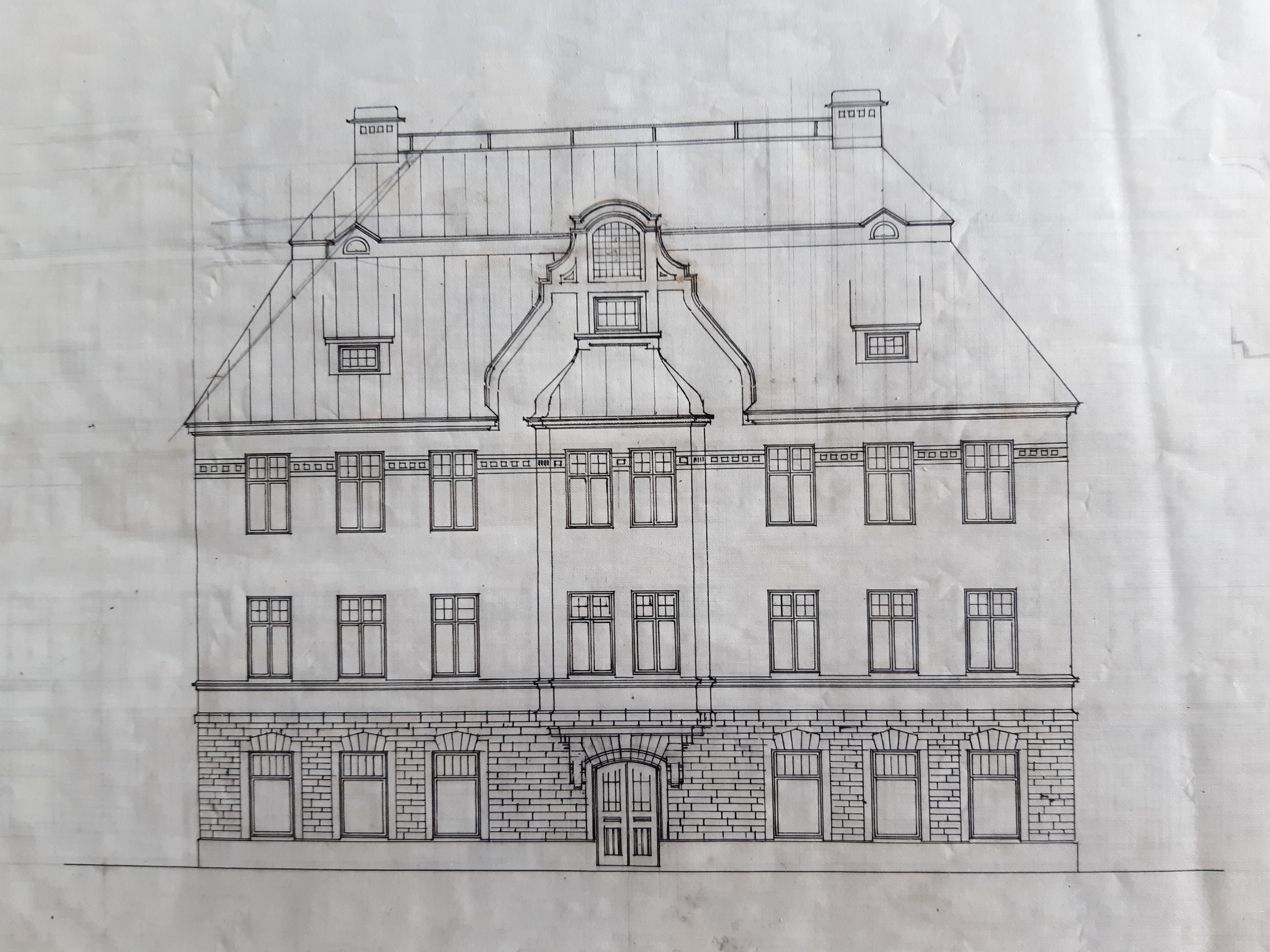
Fasadritning till hus i hörnet Engelbrekt- och Sturegatan, Örebro.
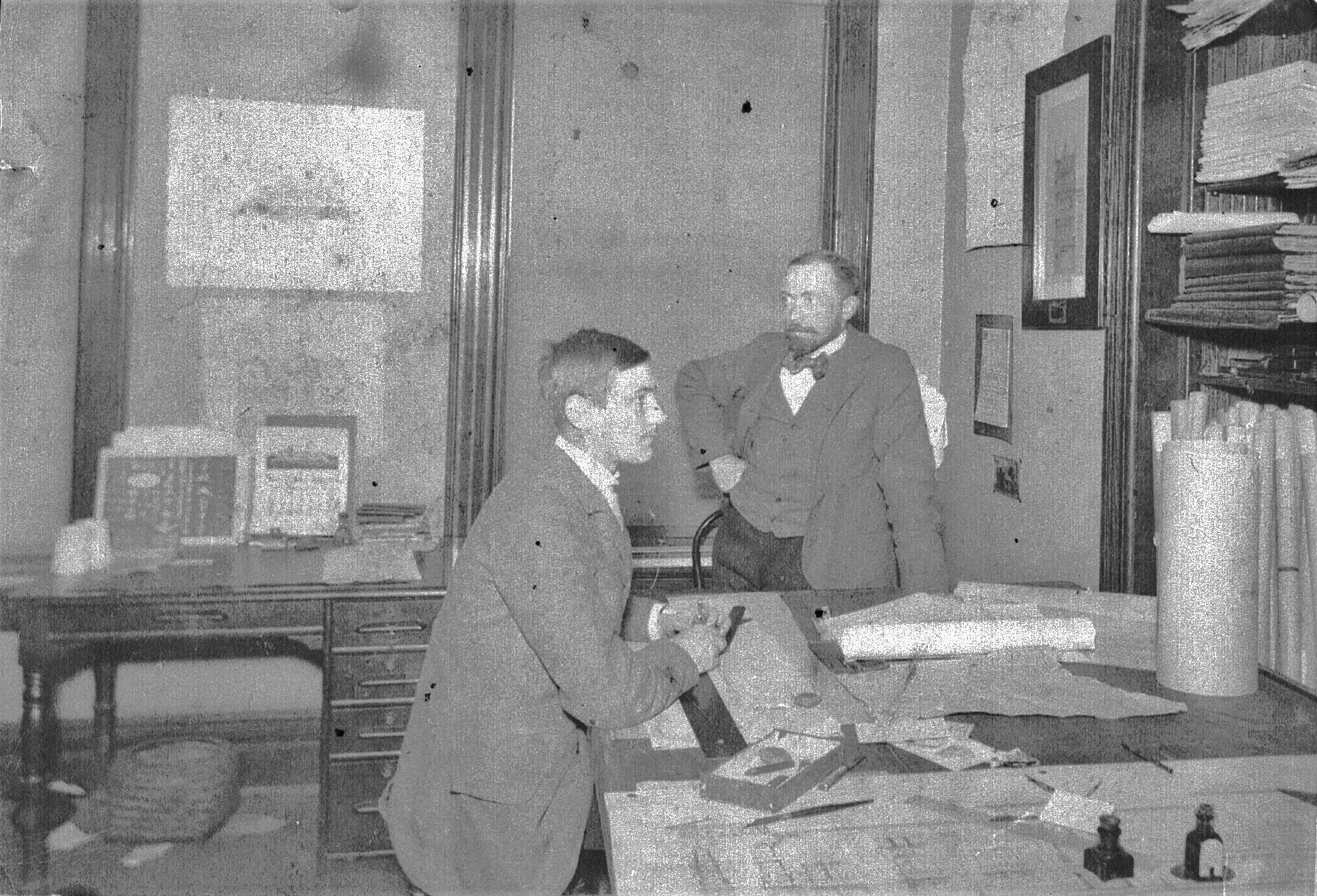
Elis Werner och Magnus Dahlander i Brooklyn, New York, cirka 1898.
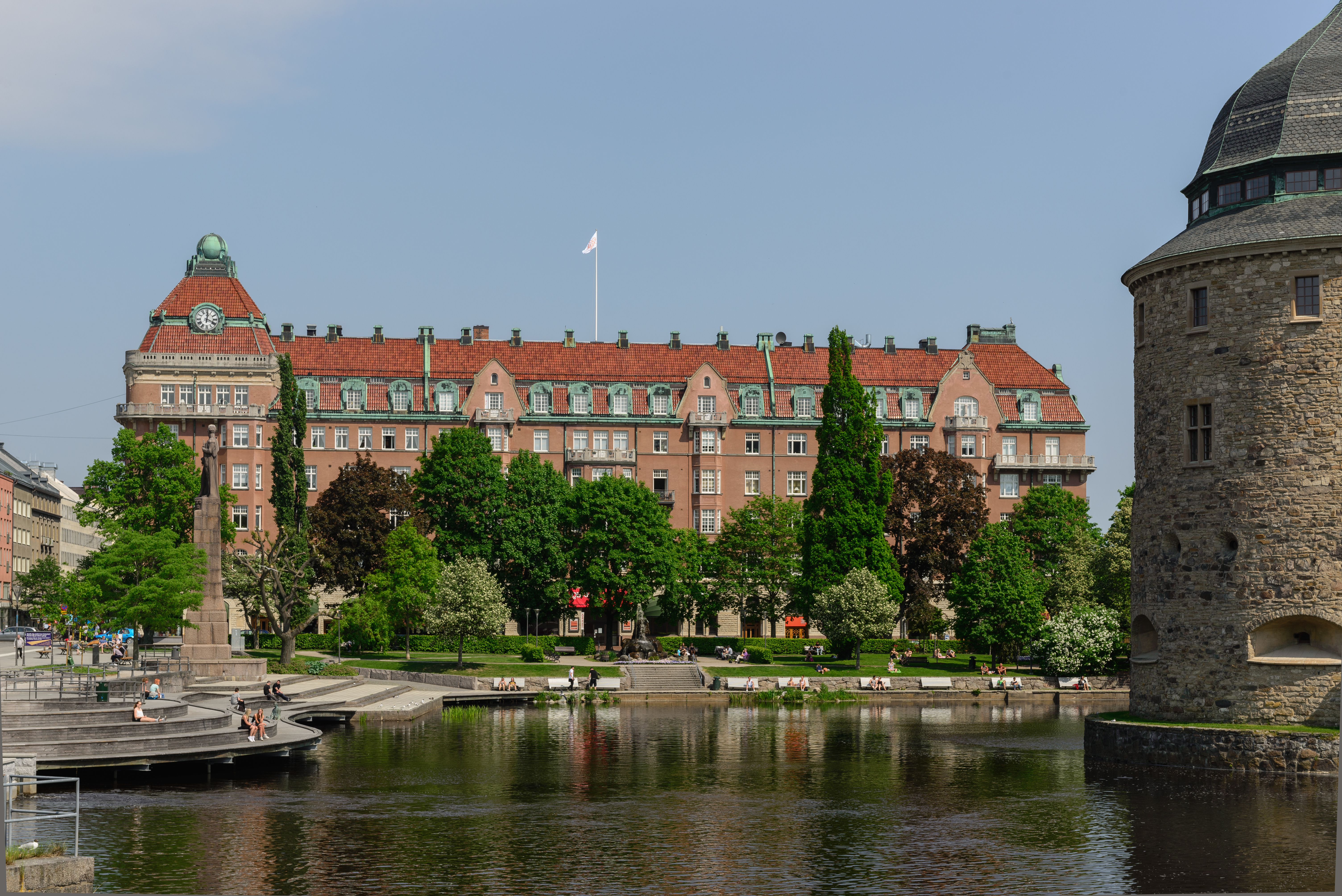
Centralpalatset i Örebro.